# Maria Corrigan
Maria Corrigan ist eine irische Politikerin der Fianna Fáil.
Corrigan studierte am University College Dublin und erhielt dort ihren Bachelor und Master.
1999 wurde sie in das Dun Laoghaire-Rathdown County Council gewählt und gehörte diesem bis 2007 an, als sie von Taoiseach Bertie Ahern zur Senatorin im 23. Seanad Éireann nominiert wurde. Vor ihrer Nominierung war Corrigan als Principal psychologist des St John of God Intellectual Disability Service tätig.
Im Februar 2011 kandidierte sie bei den Wahlen zum 31. Dáil Éireann erfolglos im Wahlkreis Dublin South. Bereits bei den Wahlen 2002 und 2007 hatte sie sich erfolglos um einen Sitz im Dáil bemüht.